# Ариел Шарон
Ариел Шарон (на иврит: אריאל שרון; на арабски: أرئيل شارون) е дългогодишен израелски политически и военен лидер. Роден е с името Ариел Шайнерман, известен е също така с прозвището Арик.
От март 2001 г. е 11-ият министър-председател на Израел. Ръководител на Ликуд, най-голямата партия в управляваща коалиция в израелския Кнесет (парламент).
През 1942 г. на 14-годишна възраст Шарон се присъединява към „Гадна“ (на иврит: גדנ״ע), младежка паравоенна организация, а по-късно – към Хагана, нелегалната паравоенна сила и еврейския военен предшественик на Израелските отбранителни сили.
На 4 януари 2006 г. Шарон получава масивен мозъчен кръвоизлив, обявен е за „временно неспособен да изпълнява пълномощията си“ и Ехуд Олмерт, заместник министър-председател, е официално обявен за действуващ министър-председател на Израел. През март Олмерт е официално избран на поста премиер.
През 2006 г. Шарон изпада в кома, от която не излиза до смъртта си на 11 януари 2014 г. в Тел Авив.